# NGC 3219
NGC 3219 é uma galáxia elíptica (E-S0) localizada na direcção da constelação de Leo Minor. Possui uma declinação de +38° 34' 47" e uma ascensão recta de 10 horas, 22 minutos e 37,4 segundos.
A galáxia NGC 3219 foi descoberta em 11 de Abril de 1882 por Édouard Jean-Marie Stephan.